# Designgymnasiet
Designgymnasiet är en fristående gymnasieskola som finns på två platser i Stockholm. Designgymnasiet  bedriver utbildning inom design med inriktningarna formgivning, inredning, design och produktutveckling, textildesign och mode. Skolan drivs av utbildningskoncernen AcadeMedia. 
Enligt skolinspektionens rapport från mars 2011 trivdes eleverna mycket bra på skolan. År 2010 uppnådde 97% av eleverna högskolebehörighet och snittbetyget var 15,7 vilket var över riksgenomsnittet (86% respektive 14).